# Gran Premio de Alemania de Motociclismo de 1975
El Gran Premio de Alemania de Motociclismo de 1975 fue la cuarta prueba de la temporada 1975 del Campeonato Mundial de Motociclismo. El Gran Premio se disputó el 11 de mayo de 1975 en el Circuito de Hockenheim.

## Resultados 500cc
En 500 c.c., Giacomo Agostini fue el vencedor de este Gran Premio al aprovecharse de una salida de pista del británico y máximo rival al título, Phil Read, que se quedó a cuatro segundos. En esta carrera, Suzuki presentó su nueva máquina, una cuatro cilindros suplemeraria, que comandaría el inglés Stan Woods y que terminó en quinta posición.
| Pos. | Piloto               | Equipo          | Tiempo     | Pts. |
| ---- | -------------------- | --------------- | ---------- | ---- |
| 1    | Giacomo Agostini     | Yamaha          | 46' 32" 1  | 15   |
| 2    | Phil Read            | MV Agusta       | +3" 9      | 12   |
| 3    | Teuvo Länsivuori     | Suzuki          | +28" 3     | 10   |
| 4    | Hideo Kanaya         | Yamaha          | +54" 6     | 8    |
| 5    | Stan Woods           | Suzuki          | +1' 33" 2  | 6    |
| 6    | Dieter Braun         | Yamaha          | +2' 08" 2  | 5    |
| 7    | Christian Léon       | König           | +1 Vuelta  | 4    |
| 8    | Alex George          | Yamaha          | +1 Vuelta  | 3    |
| 9    | Eduardo Celso-Santos | Yamaha          | +1 Vuelta  | 2    |
| 10   | Jack Findlay         | Yamaha          | +1 Vuelta  | 1    |
| 11   | Marcel Ankoné        | Suzuki          | +1 Vuelta  |      |
| 12   | John Newbold         | Suzuki          | +1 Vuelta  |      |
| 13   | Helmut Kassner       | Yamaha          | +1 Vuelta  |      |
| 14   | Reinhard Hiller      | König           | +1 Vuelta  |      |
| 15   | Cliff Carr           | Yamaha          | +1 Vuelta  |      |
| 16   | Patrick Pons         | Yamaha          | +1 Vuelta  |      |
| 17   | Florian Bürki        | Yamaha          | +1 Vuelta  |      |
| 18   | Peter Schrötges      | Yamaha          | +1 Vuelta  |      |
| 19   | Edmund Czihak        | König           | +1 Vuelta  |      |
| 20   | Pekka Nurmi          | Yamaha          | +1 Vuelta  |      |
| 21   | Hans-Otto Butenuth   | Yamaha          | +1 Vuelta  |      |
| 22   | Walter Kaletsch      | Yamaha          | +2 Vueltas |      |
| 23   | Egid Schwemmer       | Suzuki          | +2 Vueltas |      |
| Ret  | Mimmo Cazzaniga      | Harley-Davidson | Ret        |      |
| Ret  | Michel Rougerie      | Harley-Davidson | Ret        |      |
| Ret  | Ruedi Keller         | Yamaha          | Ret        |      |
| Ret  | Ulrich Eickmeyer     | König           | Ret        |      |
| Ret  | Horst Lahfeld        | König           | Ret        |      |
| Ret  | Peter McKinley       | Yamaha          | Ret        |      |
| Ret  | Félix Harzenmoser    | Yamaha          | Ret        |      |
| Ret  | John Cowie           | Yamaha          | Ret        |      |
| Ret  | Barry Sheene         | Suzuki          | Ret        |      |
| Ret  | Les Kenny            | Yamaha          | Ret        |      |
| Ret  | Bernard Fau          | Yamaha          | Ret        |      |
| Ret  | Charlie Williams     | Maxton-Yamaha   | Ret        |      |
| Ret  | Armando Toracca      | MV Agusta       | Ret        |      |
| Ret  | Karl Auer            | Yamaha          | Ret        |      |
| Ret  | Steve Ellis          | Yamaha          | Ret        |      |
| Ret  | Ernst Hiller         | König           | Ret        |      |
| Ret  | Max Wiener           | Rotax           | Ret        |      |

## Resultados 350cc
El venezolano Johnny Cecotto no defraudó a sus numerosos fanes y ganó la prueba de 350 c.c. con una neta ventaja sobre su más inmediato seguidor. Su gran rival, el campeón italiano Giacomo Agostini se vio obligado a abandonar, por avería de su máquina, cuando marchaba en segunda posición.
| Pos. | Piloto                 | Moto            | Tiempo    | Pts. |  |
| ---- | ---------------------- | --------------- | --------- | ---- |  |
| 1    | Johnny Cecotto         | Yamaha          | 47' 52" 6 | 15   |  |
| 2    | Dieter Braun           | Yamaha          | +22" 8    | 12   |  |
| 3    | Pentti Korhonen        | Yamaha          | +1' 16"   | 10   |  |
| 4    | Philippe Coulon        | Yamaha          | +1' 22" 2 | 8    |  |
| 5    | Hans Stadelmann        | Yamaha          | +1' 22" 7 | 6    |  |
| 6    | Karl Auer              | Yamaha          | +1' 24" 9 | 5    |  |
| 7    | Chas Mortimer          | Maxton-Yamaha   | +1' 25" 3 | 4    |  |
| 8    | Alex George            | Yamaha          | +1' 30" 2 | 3    |  |
| 9    | Les Kenny              | Yamaha          | +1' 41" 8 | 2    |  |
| 10   | Peter McKinley         | Yamaha          | +1' 44"   | 1    |  |
| 11   | Harald Merkl           | Yamaha          |           |      |  |
| 12   | Philippe Bouzanne      | Yamaha          |           |      |  |
| 13   | Pekka Nurmi            | Yamaha          |           |      |  |
| 14   | Olivier Chevallier     | Yamaha          |           |      |  |
| 15   | Siegfried Güttner      | Yamaha          |           |      |  |
| 16   | John Dodds             | Yamaha          |           |      |  |
| 17   | Jean-Louis Guignabodet | Yamaha          |           |      |  |
| 18   | Helmut Kassner         | Yamaha          |           |      |  |
| 19   | Neil Tuxworth          | Yamaha          |           |      |  |
| 20   | Max Wiener             | Yamaha          |           |      |  |
| Ret  | Patrick Pons           | Yamaha          | Ret       |      |  |
| Ret  | Víctor Palomo          | SMAC-Yamaha     | Ret       |      |  |
| Ret  | Jean-François Baldé    | Yamaha          | Ret       |      |  |
| Ret  | Gérard Dillman         | Yamaha          | Ret       |      |  |
| Ret  | Thierry Tchernine      | Yamaha          | Ret       |      |  |
| Ret  | Tom Herron             | Yamaha          | Ret       |      |  |
| Ret  | Hideo Kanaya           | Yamaha          | Ret       |      |  |
| Ret  | Giacomo Agostini       | Yamaha          | Ret       |      |  |
| Ret  | Gérard Choukroun       | Yamaha          | Ret       |      |  |
| Ret  | Walter Villa           | Harley-Davidson | Ret       |      |  |

## Resultados 250cc
En el cuarto de litro, las Harley-Davidson del italiano Walter Villa y del francés Michel Rougerie no dieron opción a sus rivales aunque fue el italiano el que dominó la carrera. El español Víctor Palomo cerró el podio.
| Pos. | Piloto              | Moto            | Tiempo    | Pts. |
| ---- | ------------------- | --------------- | --------- | ---- |
| 1    | Walter Villa        | Harley-Davidson | 47' 10" 8 | 15   |
| 2    | Michel Rougerie     | Harley-Davidson | +47" 2    | 12   |
| 3    | Víctor Palomo       | SMAC-Yamaha     | +1' 04" 1 | 10   |
| 4    | Leif Gustafsson     | Yamaha          | +1' 04" 4 | 8    |
| 5    | Patrick Pons        | Yamaha          | +1' 16" 8 | 6    |
| 6    | Edmar Ferreira      | Yamaha          | +1' 26" 5 | 5    |
| 7    | Bruno Kneubühler    | Yamaha          | +1' 26" 7 | 4    |
| 8    | Dieter Braun        | Yamaha          | +1' 27" 7 | 3    |
| 9    | Horst Lahfeld       | Yamaha          | +1' 41" 6 | 2    |
| 10   | Jean-François Baldé | Yamaha          | +1' 42" 3 | 1    |
| 11   | Tapio Virtanen      | MZ              |           |      |
| 12   | Harald Merkl        | Yamaha          |           |      |
| 13   | Bob Coulter         | Yamaha          |           |      |
| 14   | Pekka Nurmi         | Yamaha          |           |      |
| 15   | Philippe Bouzanne   | Yamaha          |           |      |
| 16   | Hans Müller         | Yamaha          |           |      |
| 17   | Manfred Hemmerlein  | Yamaha          |           |      |
| 18   | Gyula Marsovsky     | Yamaha          |           |      |
| 19   | Harry Hoffmann      | Yamaha          |           |      |
| 20   | Rolf Thiele         | Yamaha          |           |      |
| Ret  | Ikujiro Takai       | Yamaha          | Ret       |      |
| Ret  | Johnny Cecotto      | Yamaha          | Ret       |      |
| Ret  | Otello Buscherini   | Yamaha          | Ret       |      |
| Ret  | Tom Herron          | Yamaha          | Ret       |      |
| Ret  | Pentti Korhonen     | Yamaha          | Ret       |      |
| Ret  | Felice Agostini     | Yamaha          | Ret       |      |

## Resultados 125cc
En el octavo de litro, nuevo demostración de las Morbidelli, encabezado por los italianos Paolo Pileri y Pier Paolo Bianchi como primer y segundo clasificado. El sueco Kent Andersson llegó en tercer lugar a minuto y medio de las dos primeras.
| Pos. | Piloto             | Moto       | Tiempo    | Pts. |
| ---- | ------------------ | ---------- | --------- | ---- |
| 1    | Paolo Pileri       | Morbidelli | 44' 18" 9 | 15   |
| 2    | Pier Paolo Bianchi | Morbidelli | +0" 1     | 12   |
| 3    | Kent Andersson     | Yamaha     | +1' 26" 6 | 10   |
| 4    | Leif Gustafsson    | Yamaha     | +1' 49" 6 | 8    |
| 5    | Henk van Kessel    | AGV-Condor | +1' 59" 8 | 6    |
| 6    | Bruno Kneubühler   | Yamaha     | +2' 08" 1 | 5    |
| 7    | Gert Bender        | Bender     | +2' 20" 5 | 4    |
| 8    | Horst Seel         | Seel       | +2' 33" 8 | 3    |
| 9    | Rolf Thiele        | Maico      | +2' 35" 8 | 2    |
| 10   | Eugenio Lazzarini  | Piovaticci | +2' 37" 7 | 1    |
| 11   | Hans Müller        | Yamaha     |           |      |
| 12   | Leo Bovee          | Yamaha     |           |      |
| 13   | Thierry Tchernine  | Yamaha     |           |      |
| 14   | Xaver Tschannen    | Maico      |           |      |
| 15   | Clive Horton       | Yamaha     |           |      |
| 16   | Heinz Kittler      | Yamaha     |           |      |
| 17   | Pentti Salonen     | Yamaha     |           |      |
| 18   | Ulrich Graf        | Yamaha     |           |      |
| 19   | Cees van Dongen    | Yamaha     |           |      |
| 20   | Seppo Kangasniemi  | Yamaha     |           |      |
| Ret  | Otello Buscherini  | Yamaha     | Ret       |      |
| Ret  | Johann Zemsauer    | Rotax      | Ret       |      |

## Resultados 50cc
En la categoría de menor cilindrada, segunda victoria de Ángel Nieto, que fue muy superior a sus rivales e incluso batió el récord de la pista. El italiano Eugenio Lazzarini y el belga Julien van Zeebroeck fueron segundo y tercero respecitvamente.
| Pos. | Piloto               | Moto       | Tiempo    | Pts. |
| ---- | -------------------- | ---------- | --------- | ---- |
| 1    | Ángel Nieto          | Kreidler   | 32' 32" 2 | 15   |
| 2    | Eugenio Lazzarini    | Piovaticci | +7" 1     | 12   |
| 3    | Julien van Zeebroeck | Kreidler   | +23" 3    | 10   |
| 4    | Herbert Rittberger   | Kreidler   | +24" 0    | 8    |
| 5    | Rudolf Kunz          | Kreidler   | +32" 8    | 6    |
| 6    | Stefan Dörflinger    | Kreidler   | +44" 8    | 5    |
| 7    | Gerhard Thurow       | Kreidler   | +46" 3    | 4    |
| 8    | Jan Bruins           | Kreidler   | +1' 28" 5 | 3    |
| 9    | Ingo Emmerich        | Kreidler   | +1' 36" 9 | 2    |
| 10   | Hans-Jürgen Hummel   | Kreidler   | +1' 53" 8 | 1    |
| 11   | Cees van Dongen      | Kreidler   |           |      |
| 12   | Gerrit Strikker      | Kreidler   |           |      |
| 13   | Jan Huberts          | Kreidler   |           |      |
| 14   | Jürgen Röller        | Kreidler   |           |      |
| 15   | Walter Däuwel        | Kreidler   |           |      |
| 16   | Günter Schirnhofer   | Kreidler   |           |      |
| 17   | Aldo Pero            | Kreidler   |           |      |
| 18   | Rein Gijsman         | Kreidler   |           |      |
| 19   | Roland Schuster      | Kreidler   |           |      |
| 20   | Wolfgang Golembeck   | Kreidler   |           |      |
| Ret  | Rolf Blatter         | Kreidler   | Ret       |      |